# Sammlung Timmermans
Sammlung Timmermans is een particuliere kunstverzameling in Nederland, gespecialiseerd in het werk van de Oost-Duitse kunstenaar Jürgen Wittdorf (1932–2018). De collectie bevat werken uit verschillende fasen van zijn carrière en biedt inzicht in zijn artistieke ontwikkeling. Hoewel gevestigd in Nederland, draagt de collectie vanwege de nationaliteit van de kunstenaar een Duitse naam.
Wittdorfs werk is in Nederland weinig onder de aandacht gebracht. De Sammlung Timmermans vormt een uitzondering en geldt voor zover bekend als de enige collectie in Nederland die zich specifiek richt op zijn oeuvre.

## Jürgen Wittdorf
Wittdorf werd geboren in Karlsruhe en groeide op in Königsberg en later in Thüringen. Hij studeerde van 1952 tot 1957 aan de Hochschule für Grafik und Buchkunst Leipzig en werd in 1967 masterstudent bij Lea Grundig aan de Akademie der Künste in Oost-Berlijn. Daarna werkte hij als freelance kunstenaar en als tekenleraar tot zijn pensioen in 1991.
Na de val van de Berlijnse Muur in 1989 raakte zijn werk, net als dat van veel kunstenaars uit de DDR, grotendeels uit beeld binnen het herenigde Duitsland. Wittdorf overleed in 2018, vrijwel zonder publieke aandacht. Pas daarna begon een bredere herwaardering van zijn oeuvre, met nieuwe tentoonstellingen en publicaties die zijn grafisch werk opnieuw onder de aandacht brachten.
Hij was vooral bekend om zijn expressieve houtsnedes, linoleumsnedes, tekeningen en boekillustraties. In de DDR kreeg hij officiële erkenning met onderscheidingen zoals de Erich-Weinert-Medaille (1963), de titel Activist van de Socialistische Arbeid (1960, 1974, 1977) en de Arthur-Becker-Medaille (1984).

## Thematische cycli in de Sammlung
De collectie bevat werk uit alle belangrijke periodes van Wittdorfs oeuvre. Opvallende reeksen zijn onder andere:
- Zyklus für die Jugend (1960–1964): een reeks van negen houtsneden met portretten van jongeren. De serie toont een empathische en intieme benadering van de jeugd, en veroorzaakte destijds controverse binnen de DDR-kunstkritiek vanwege vermeende "westerse" invloeden.
- Jugend und Sport: sportscènes waarin lichamelijkheid, kameraadschap en subtiele homo-erotiek centraal staan, zoals in het werk Unter der Dusche.
- Tiermütter (1957–1958): een vroege reeks waarin dierenmoeders met hun jongen worden afgebeeld. Deze serie werd al in 1958 gepresenteerd op de Deutsche Kunstausstellung in Dresden.
- Kindertekeningen en vroege schetsen, waaronder een zelfportret uit Wittdorfs jeugd.
- Scènes uit het alledaagse leven in de DDR.

## Tentoonstellingen en herwaardering
Sinds de jaren 2000 is er hernieuwde belangstelling voor Wittdorfs werk, met name in Duitsland. In Nederland is zijn oeuvre grotendeels onbekend gebleven. Belangrijke tentoonstellingen in Duitsland waren:
- 2022–2023 – Grootschalige overzichtstentoonstelling in Schloss Biesdorf, Berlijn, van 5 september 2022 tot 10 februari 2023, ter gelegenheid van zijn 90e verjaardag.[1]
- 2020 – Lieblinge, georganiseerd door Kunstverein Ost (KVOST) in Berlijn. De tentoonstelling toonde meer dan honderd werken uit Wittdorfs privécollectie en nalatenschap en werd verlengd tot december 2020.[2]
- 2012–2013 – Solotentoonstelling in het Schwules Museum ter gelegenheid van zijn 80e verjaardag, opnieuw onder de titel Chronist des DDR-Alltags.[3]
- 2004 – Chronist des DDR-Alltags, Schwules Museum, Berlijn.[4]

## Media en publicaties
Wittdorfs werk kreeg sinds de jaren 2000 hernieuwde aandacht in kunsttijdschriften en de internationale pers. Enkele vermeldingen:
- The New York Times (10 mei 2024): noemde Wittdorf in een artikel over de tentoonstelling Multiple Realities in het Walker Art Center.[5]
- The Guardian (11 oktober 2022): beschreef Unter der Dusche als een “sensuous shower scene” waarin de spanning tussen uiterlijke conformiteit en verborgen verlangen zichtbaar wordt.[6]
- Die Welt (28 september 2020): journalist Tilman Krause noemde Wittdorf “de Tom of Finland van de DDR” en benadrukte zijn vermogen homo-erotiek te tonen zonder pornografische explicietheid.[7]
- In de documentaire Unter Männern – Schwul in der DDR (2012) vertelt Wittdorf openlijk over zijn ervaringen als kunstenaar en homoseksueel in de DDR. Het is een van de weinige audiovisuele bronnen waarin hij zelf aan het woord komt.[8]